# Assaf Cohen
Assaf Cohen (Mountain View, 31 de octubre de 1972) es un actor de ascendencia yemení, rusa e israelí, nacido en los Estados Unidos.

## Primeros años y familia
Cohen nació en Mountain View, California, y fue criado en Palo Alto, donde su familia se estableció luego de vivir varios años en Israel. El actor cuenta con ascendencia yemení, rusa e israelí. Obtuvo una licenciatura en humanidades en la Universidad de California en Berkeley, con énfasis en biología integrativa. Aunque inicialmente tuvo el deseo de asistir a la escuela de medicina, con el paso del tiempo cambió sus planes y decidió iniciar una carrera en la actuación.

## Carrera
Inicialmente, Cohen trabajó durante varios años en teatros de la región como The Magic, la compañía Marin Shakespeare, la compañía Marin, TheatreWorks, el festival San Francisco Shakespeare y el PCPA Theaterfest. Más adelante obtuvo una maestría en bellas artes en el programa de formación de actores profesionales de la Escuela Mason Gross, con sede en la Universidad Rutgers, donde estudió bajo la batuta de maestros como William Esper, Maggie Flanigan y Deborah Hedwall. Tiempo después se mudó a Los Ángeles, donde dio inicio a su carrera en el cine y la televisión.

## Filmografía

### Cine
| Año  | Título               | Papel                     | Notas        |
| ---- | -------------------- | ------------------------- | ------------ |
| 2002 | American Gulag       |                           | Cortometraje |
| 2004 | A Moment of Grace    | Anunciante de radio árabe | Cortometraje |
| 2005 | Flightplan           | Ahmed                     |              |
| 2005 | West Bank Story      | Menorah Mickey            |              |
| 2007 | Equal Opportunity    | Al'Ahhhhkkkkhh bin Laden  |              |
| 2009 | Fast & Furious       | Agente                    |              |
| 2011 | Convincing Clooney   | Jason                     |              |
| 2013 | Peace After Marriage | Boris                     |              |
| 2014 | Home                 | Dr. Aranda                |              |

### Televisión
| Año  | Título                           | Papel                 | Episodio                                          |
| ---- | -------------------------------- | --------------------- | ------------------------------------------------- |
| 2002 | The Agency                       | Hombre en el taxi     | 2.02 - "Air Lex"                                  |
| 2003 | JAG                              | Musa Sabet            | 9.05 - "Touchdown"                                |
| 2003 | Half & Half                      | Matt                  | 2.10 - "The Big Bitter Shower Episode"            |
| 2004 | Half & Half                      | Matt                  | 2.15 - "The Big I Haven't the Vegas Idea Episode" |
| 2005 | Over There                       | Interrogador          | 1.02 - "Roadblock Duty"                           |
| 2005 | 24                               | Yassir                | 4.21 - "Day 4: 3:00 a.m. – 4:00 a.m."             |
| 2005 | Monk                             | Ricardo               | 4.05 - "Mr. Monk Gets Drunk"                      |
| 2006 | Sleeper Cell                     | Teniente Hayat        | 2.02 - "Salesman"                                 |
| 2006 | Numb3rs                          | Agente Kareem Allawi  | 2.18 - "All's Fair"                               |
| 2007 | Entourage                        | Yair Marx             | 3.19 - "The Prince's Bride"                       |
| 2007 | Entourage                        | Yair Marx             | 4.12 - "The Cannes Kids"                          |
| 2007 | NCIS                             | 'Goliath' Eli Lissack | 4.14 - "Blowback"                                 |
| 2008 | Burn Notice                      | Waseem Ali Khan       | 2.03 - "Trust Me"                                 |
| 2008 | Reno 911!                        | Teniente iraquí       | 5.10 - "Baghdad 911"                              |
| 2008 | Ghost Whisperer                  | Andy Yates            | 3.14 - "The Grave Sitter"                         |
| 2008 | Knight Rider                     | Amir                  | Telefilme                                         |
| 2008 | The Ex List                      | Shaman                | 1.06 - "Daphne's Idealized Wedding"               |
| 2009 | Heroes                           | Hesam                 | 5 episodios                                       |
| 2009 | NCIS: Los Angeles                | Tariq Barad Al-jabiri |                                                   |
| 2009 | Operating Instructions           | Eli Bamberger         | Piloto                                            |
| 2010 | CSI: Miami                       | Ahmed Salib           |                                                   |
| 2010 | 24                               | Navid                 |                                                   |
| 2010 | Weeds                            | Hooman Jaka           | 3 episodios                                       |
| 2011 | Funny or Die Presents...         | Radio Man             | 2.07 - Segment: "Terrorist on Flight 77"          |
| 2011 | Criminal Minds: Suspect Behavior | Martin Malek          | 1.13 - "Death by a Thousand Cuts"                 |
| 2012 | Last Resort                      | Linus Terman          | 1.2 - "Blue on Blue"                              |
| 2013 | Supernatural                     | Ajay                  | 8.19 - "Taxi Driver"                              |
| 2013 | Marvel's Agents of Shield        | Traductor de Qasim    | 1.3 - "The Asset"                                 |
| 2014 | Bones                            | Mauricio              | 9.15 - ''Heiress in the Hill''                    |
| 2014 | Glee                             | Doctor de Kurt        | 5.15 - "Bash"                                     |